# Wilhelm Frölich de Soleura

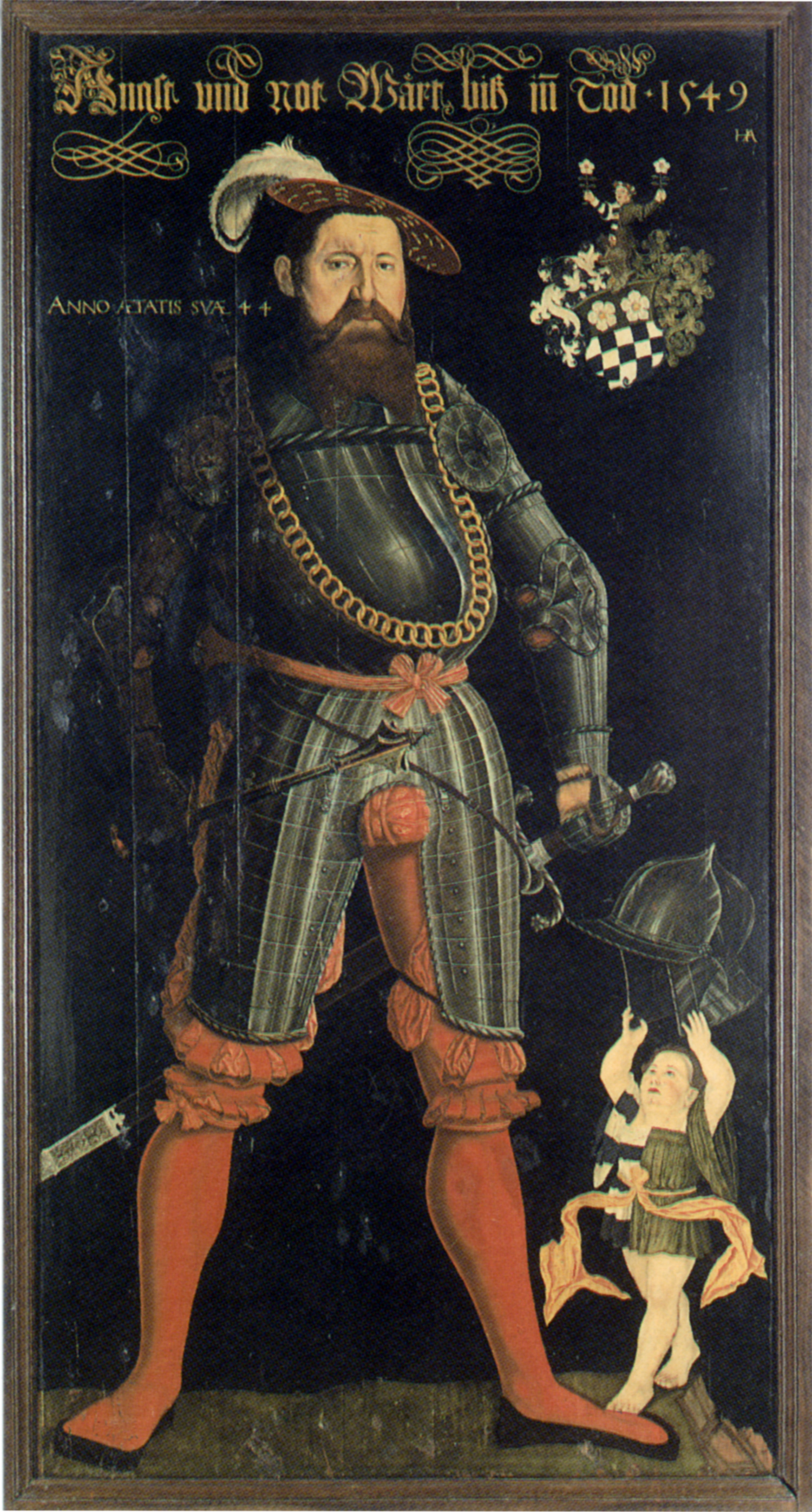
Retrato de Wilhelm Frölich por Hans Asper, 1549.

Wilhelm Frölich de Soleura (Riesbach (actual Zúrich), Suiza, 1504 o 1505-París, Francia, 4 de diciembre de 1562) fue un militar suizo.
Probablemente en 1522 se pasó al servicio de Francia. En 1536 fue ascendido a capitán. En 1544 luchó en la batalla de Cerisoles.
- Datos: Q3066105
- Multimedia: Wilhelm Frölich / Q3066105